# 理方一流
理方一流（りかたいちりゅう）とは、今枝良臺（今枝佐仲）が開いた居合を中心とする日本武術の流派。今枝流、今枝佐仲流ともいう。作州の津山藩で伝えられた系統である初実剣理方一流のみ現存する。
今枝良臺が父・今枝良堅、次に伯父・今枝良政から家伝の今枝流を修得した後、新陰流兵法、起倒流柔術、一伝流居合術、柏原流槍術など諸流派を修行し、家伝の今枝流の形を整理し創始した。
居合（剣術も含む）のほか、杖術、柔術、薙刀術、鼻捻、分銅鎖つき棒などがあった。
分流に理方得心流、今枝新流などの流派がある。

## 各藩の系統
津山藩に初実剣理方一流と今枝流剣術（秋元派）、越前大野藩・長府藩に今枝流剣術、小倉藩に今枝流初実剣術として伝わった。伊賀上野には今枝良臺の子孫が伝えた。
この他、膳所藩にも今枝流剣術という流派が複数の系統に分かれて伝わっていたが、これは今枝良臺の伯父・今枝良政の子孫による今枝流剣術であり、理方一流の基になった今枝流である。

## 関連書
- 『理方童子教』今枝左仲良臺 貞享四年(1687年) 岡山大学蔵
抜粋「武士の子は 右に雲所の封札は刀を守り 刀は能身を守ると心得べき事にや 此守刀の徳によりて 次第ヽヽに成長し 武士と人によばれて ー略ー 侍の子も刀さヽぬ時は 侍とはいはず しからば 刀の徳によりて 侍といふと心得べし」